# Museu Sacro São José de Ribamar

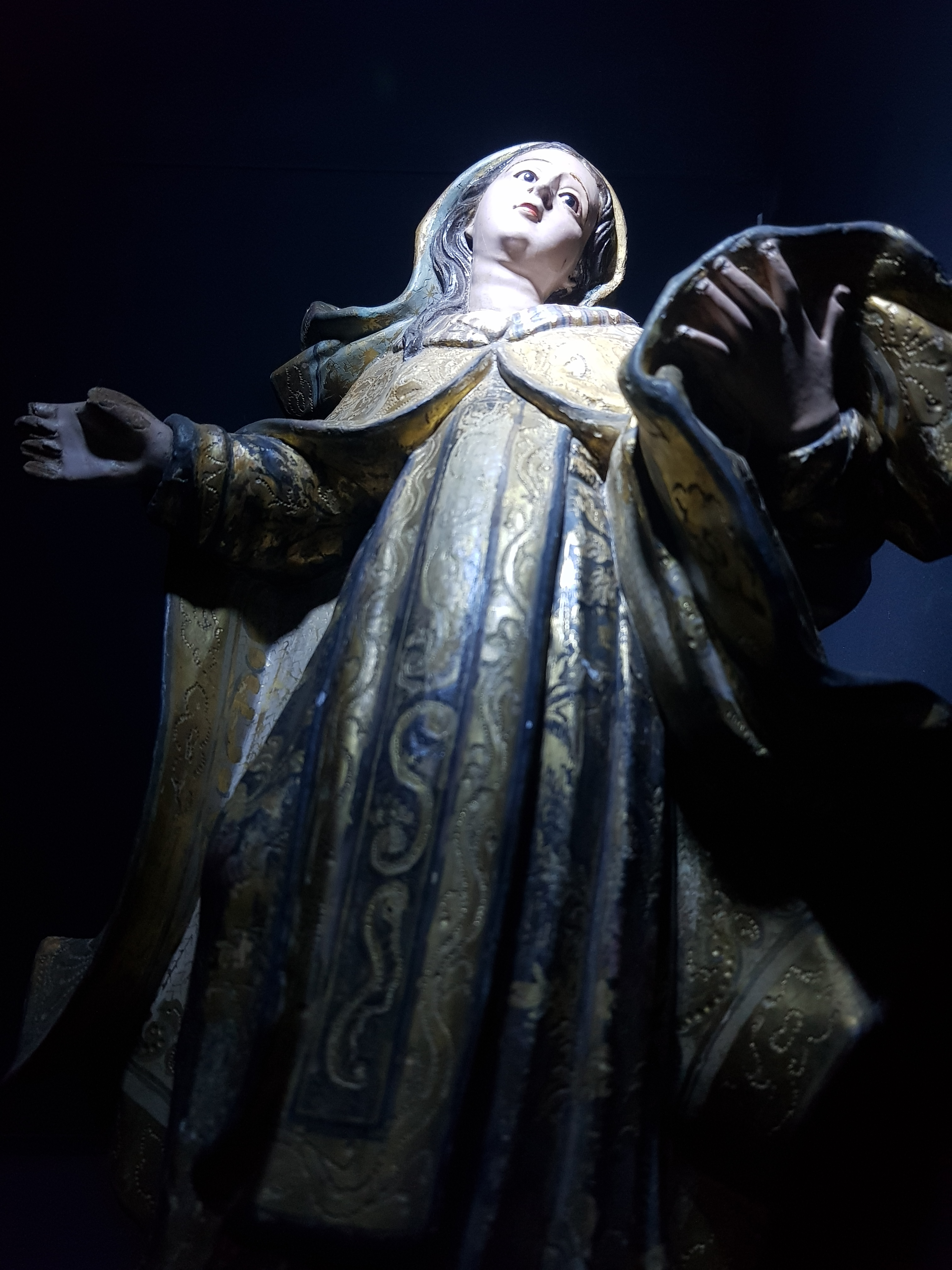
Imagem de Nossa Senhora das Mercês no Museu Sacro São José de Ribamar

Museu Sacro São José de Ribamar ou Museu de Aquiraz é um museu brasileiro localizado no município de Aquiraz, no Ceará. O Museu possui um acervo variado de bens, com cerca de 1.400 objetos, missais, alfaias, imagens eruditas etc, classificados provisoriamente, nas coleções de imaginária, ourivesaria, mobiliário e indumentária, datados, em sua maioria, dos séculos XVIII e XIX.
Primeiro museu de arte sacra do Ceará e um dos primeiros do Norte-Nordeste, o Museu de Aquiraz foi inaugurado no dia 27 de setembro de 1967. No prédio que hoje abriga o museu funcionou, em 1742, no primeiro pavimento, a Cadeia Pública. A parte superior do prédio, construída em 1877, com mão-de-obra dos retirantes da seca, destinava-se à Prefeitura e à Casa de Câmara.
O edifício do Museu de Aquiraz foi tombado pelo Governo do Estado do Ceará, através do decreto 16.237, de 30 de novembro de 1983.
Museu Sacro São José de Ribamar passou por restauro completo, realizado entre 2009-2010, com recursos provenientes da SETUR (Secretaria de Turismo do Estado). As obras já foram entregues parcialmente. Embora a edificação seja pequena, o prédio agregava exposições, reserva técnica e administração. Agora ficará apenas com as exposições de longa duração e os demais espaços foram transferidos para um prédio anexo. No anexo funciona a administração, reserva técnica e uma sala para exposições temporárias.
O Museu Sacro São José de Ribamar ou Museu de Aquiraz, como é conhecido de todos, fica no Centro Histórico da cidade de Aquiraz (22 km de Fortaleza), logo atrás da igreja, numa esquina pouco movimentada da praça Cônego Araripe. Foi inaugurado há quarenta anos, em 27 de setembro de 1967, por José Hélio Paiva, padre que reunira, por conta própria, algumas peças raras e decidira colocá-las à disposição do público.
No interior do museu há um acervo de mais de 450 peças que resultaram principalmente do espólio dos jesuítas. Foi ali que funcionou, na Vila de São José de Ribamar, a primeira escola de Latim do estado, posteriormente transformada em fábrica de cachaça e, anos depois, desativada por se encontrar em zona urbana.
Francisco Nunes, o guia de meia idade que mora a algumas quadras de onde trabalha, gosta de bíblias. Na visita-guiada, ele diz: “Só fundaria um museu se tivesse uma bíblia bem antiga”. No Museu de Aquiraz, há algumas delas e também missais, peças que, à primeira vista, podem ser confundidas com bíblias. Francisco se detém numa das prateleiras dedicadas a elas. Nas lombadas e capas, os anos variam: 1627, 1738, 1800... O guia confirma: “Grande parte do acervo do museu data dos séculos XVIII e XIX”.